# Rožnov
Rožnov é uma comuna checa localizada na região de Hradec Králové, distrito de Náchod‎.